# Shortbus
Pour plus de détails, voir Fiche technique et Distribution.
Shortbus est un film américain réalisé par John Cameron Mitchell sorti en 2006. Il est sorti officiellement en salle en octobre 2006, après avoir été présenté au mois de mai de la même année au festival de Cannes.
Le film cherche à « démystifier » le sexe[réf. souhaitée] en le montrant à l'écran dans plusieurs scènes de façon explicite. À l'exception d'une scène selon le réalisateur, les scènes sexuelles du film ne sont pas simulées, y compris les scènes d'orgie. Lors du développement du projet, le titre provisoire était The Sex Film Project. Selon le générique de fin, le script final a été adapté et écrit en collaboration avec les acteurs du projet. Le concept du salon est inspiré de façon lointaine d'une série d'événements appelés « Lusty Loft Parties » qui se sont déroulés à DUMBA (en) entre 1992 et 2002, ainsi que des « CineSalon » hebdomadaires, tous organisés par Stephen Kent Jusick, qui joue le rôle de Creamy dans le film.
Ce film est distribué par ThinkFilm (en) aux cinémas spécialisés aux États-Unis et au Canada. En France, il est interdit aux moins de 16 ans.

## Synopsis
Le film se situe dans le New York contemporain et tourne autour d'un personnage joué par la chanteuse canadienne Sook-Yin Lee (Lee avait fait un passage anonyme dans Hedwig and the Angry Inch). Lee joue Sofia, une femme mariée, thérapeute de couple et sexologue, qui n'a jamais elle-même eu d'orgasme. Elle rencontre un couple d'homosexuels, Jamie (PJ DeBoy) et James (Paul Dawson) ; ce dernier, ancien prostitué, suggère qu'ils ouvrent leur couple à d'autres partenaires.
Lors de leur première consultation, Sofia craque et gifle Jamie. Le couple lui suggère de fréquenter une fête et orgie sexuelle hebdomadaire appelée Shortbus, animée par un travesti (Justin Bond (en) de Kiki and Herb (en)). Sofia s'ouvre peu à peu à une nouvelle sexualité, et devient l'amie d'une dominatrice surnommée Severin (qui a honte de s'appeler en réalité Jennifer Aniston).
L'incapacité de Sofia à atteindre l'orgasme devient une source de conflit entre elle et son mari Rob (Raphael Barker). Rob commence à fréquenter le Shortbus avec Sofia.
James et Jamie rencontrent un jeune chanteur homosexuel, ancien mannequin, Ceth (Jay Brannan), et entament une relation sexuelle avec lui. La vie de James et Jamie est espionnée depuis 2 ans par leur voisin Caleb (Peter Stickles (en)). Caleb craint que l'arrivée de Ceth ne détruise le couple de James et Jamie ; il se rend à Shortbus et affronte Ceth.
Sofia commence à fréquenter un sauna muni d'une chambre d'isolation avec Severin, et elles ont des discussions intimes. Severin tente d'aider Sofia à s'ouvrir sexuellement. Sofia aide Severin dans ses relations personnelles. Un soir, pendant un Shortbus, Severin discute avec Sofia de son rêve d'abandonner son activité de dominatrice et de devenir artiste. Elles ont une « relation sexuelle » spontanée, à l'issue de laquelle Sofia se retrouve une nouvelle fois frustrée, allongée sous une partenaire en plein orgasme.
James est constamment en train de se filmer : ce film est en fait une sorte de lettre de suicide ; il tente de se donner la mort par noyade après avoir absorbé des somnifères. Il est sauvé par Caleb, qui appelle les secours mais est trop gêné pour rester avec James, et écrit son numéro de téléphone sur le front de James. Après que James se réveille à l'hôpital, il contacte Caleb, se rend chez lui, mais n'appelle ni Jamie ni Ceth.
À ce stade, trois scènes s'imbriquent pour illustrer les liens entre les personnages, leurs problèmes émotionnels et leurs sexualités :
1. Caleb et James ont une relation sexuelle, pendant laquelle James permet à Caleb de le sodomiser, ce qu'il avait toujours refusé auparavant. James apparaît à la fenêtre de Caleb aux yeux de Jamie, qui apprend ainsi que Jamie est sain et sauf ;
2. Rob paie Severin pour qu'elle le domine, ce qu'il n'avait jamais osé demander à Sofia. Pendant la scène, Severin craque et Rob tente de la consoler ;
3. Sofia a une vision onirique où elle s'imagine luttant à travers une forêt pour arriver à une plage, où elle se masturbe jusqu'à la limite de l'orgasme. Elle échoue et hurle ; à ce moment, toutes les lumières de New-York s'éteignent.

Le film s'achève avec une chanson de Justin Bond au Shortbus pendant la panne de courant. Sofia arrive et trouve Rob avec Severin ; elle les salue et va s'asseoir de son côté. James et Jamie arrivent également, suivis de Ceth et Caleb.
La chanson commence sur une note nostalgique et progresse vers des tons énergiques et optimistes, culminant avec l'arrivée d'une fanfare. Parallèlement, les actions et émotions des personnages se développent : Jamie et James s'embrassent sur la piste de danse, offrant un spectacle érotique à Ceth et Caleb assis dans un sofa ; Rob se trouve une amie et Severin passe de l'anxiété à l'exaltation avec l'arrivée de la fanfare ; Sofia a une relation sexuelle triangulaire avec Nick et Leah (Jan Hilmer et Shanti Carson), un couple qui la fascinait au long de l'histoire, et parvient enfin à l'orgasme. Le film s'achève sur la fin du blackout new-yorkais de 2003.

## Fiche technique
Sauf indication contraire, les informations mentionnées dans cette section peuvent être confirmées par la base de données cinématographiques IMDb,  présente dans la section « Liens externes ».
- Titre original et français : Shortbus
- Réalisation : John Cameron Mitchell
- Scénario : John Cameron Mitchell
- Musique : Yo La Tengo et Scott Matthew
- Costumes : Kurt et Bart
- Décor : Sarah E. McMillan
- Photographie : Ned Stresen-Reuter et JoJo Whilden
- Montage : Brian A. Kates
- Production : Howard Gertler, Tim Perell, Michael J. Werner et Wouter Barendrecht
  - Coproduction : Pamela Hirsch, Richie Jackson et Bobbi Thompson
  - Production déléguée : John Cameron Mitchell, Morgan Night, Neil Westreich et Richard Wofford
- Sociétés de production : ThinkFilm (en) en association avec Fortissimo Films et Q Television
- Sociétés de distribution (télévision) : ThinkFilm (États-Unis) et BAC Films (France)
- Budget : 2 000 000 $ (estimation)[3]
- Pays de production :  États-Unis
- Langue originale : anglais
- Format : couleur —  35 mm (16 mm : Kodak Vision2 250D 7205) — 1,78:1 — son Dolby Digital
- Lieux de tournage : New York (États-Unis)
- Dates de sortie : 
  - France : 20 mai 2006 (Festival de Cannes) puis 8 novembre 2006
  - Canada : 10 septembre 2006 (Festival international du film de Toronto) puis 6 octobre 2006
  - États-Unis : 4 octobre 2006 (Première a New-York) puis le 20 octobre 2006
- Durée : 100 min environ
- Classification :
  - France : interdit aux moins de 16 ans avec avertissement, art et essai[Note 1]

## Distribution
Sauf indication contraire, les informations mentionnées dans cette section peuvent être confirmées par la base de données cinématographiques IMDb,  présente dans la section « Liens externes ».
- Sook-Yin Lee : Sofia
- Paul Dawson : James
- PJ DeBoy : Jamie

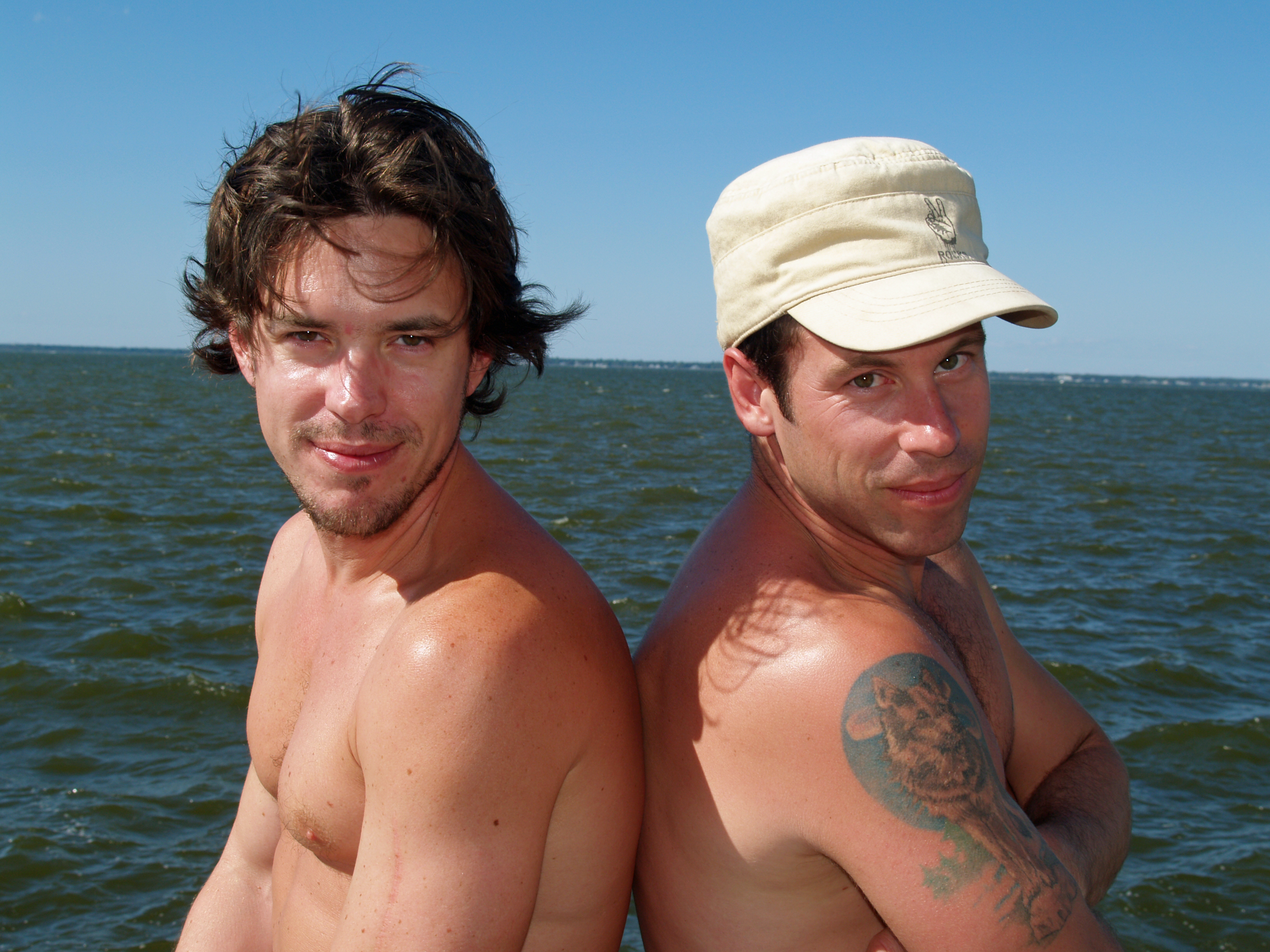
Deux des principaux protagonistes du film : James (Paul Dawson) et Jamie (PJ DeBoy).

- Lindsay Beamish (en) (VF : Dorothée Pousséo) : Severin
- Raphael Barker : Rob
- Peter Stickles (en) : Caleb, le voyeur
- Jay Brannan (VF : Donald Reignoux) : Ceth
- Alan Mandell (en) (VF : Roger Carel) : Tobias, le maire
- Bitch : Bitch / Shortbus House Band
- Jan Hilmer : Nick, l'homme du beau couple
- Shanti Carson : Leah, la femme du beau couple
- Justin Bond (en) : lui-même / patronne du Shortbus
- Miss Dirty Martini : elle-même
- Miriam Shor : Cheryl
- Gentleman Reg (en) : l'albinos
- John Cameron Mitchell : Sextra
- The Hungry March Band

## Accueil

### Box office
- Box-office France : 123 644 entrées[5]
- Box-office Europe : 448 603 entrées[6]
- Box-office Etats-Unis : 295 057 entrées

### Conséquences sur Sook-Yin Lee
Sook-Yin Lee a failli être licenciée par ses employeurs d'alors, la Société Radio-Canada, pour sa participation à un film dans lequel elle a des relations sexuelles non simulées ; finalement elle a gardé son poste après qu'ils ont pris en considération les réactions du public mais aussi de célébrités comme Francis Ford Coppola, Michael Stipe et Yoko Ono.

## Musique
La bande originale du film a été publiée par Team Love Records (en), le label de Conor Oberst (du groupe Bright Eyes). John Cameron Mitchell a réalisé le clip de First Day of My Life.

### Liste des pistes
1. Scott Matthew - Upside Down
2. Azure Ray (en) - If You Fall
3. Yo La Tengo - Wizard’s Sleeve
4. Animal Collective - Winter’s Love
5. Scott Matthew - Surgery
6. Sook-Yin Lee - Beautiful
7. Gentleman Reg (en) - It’s Not Safe
8. John LaMonica - Kids
9. Scott Matthew - Language
10. Jay Brannan - Soda Shop
11. Anita O'Day - Is You Is Or Is You Ain’t My Baby
12. The Ark - Kolla Kolla
13. The Hidden Cameras - Boys of Melody
14. Scott Matthew - Little Bird
15. The Ark - This Piece of Poetry Is Meant To Do Harm
16. Jasper James - This House
17. Scott Matthew - In the End (Long Film Version)
18. Scott Matthew - In the End (Acoustic)